# 徳川慶頼
徳川 慶頼（とくがわ よしより）は、江戸時代後期から幕末にかけての武士、田安徳川家第5代・8代当主。徳川宗家第16代当主・家達の実父である。

## 生涯
文政11年（1828年）10月13日、田安家第3代当主・徳川斉匡の九男として生まれた。異母兄・松平慶永（春嶽、福井藩主）とはわずか1か月余の差である。彼らには嫡出の異母兄・匡時もいたが、父は文化10年（1813年）に第11代将軍・徳川家斉（斉匡の実兄）の十一男・斉荘を養子に迎えており、天保7年（1836年）8月に隠居して斉荘に家督を譲った。しかし、それから3年足らず後の天保10年（1839年）3月26日、斉荘が幕命により尾張徳川家の家督を相続したため、同年4月、慶頼が田安家を相続した。同年5月、従三位左近衛権中将兼右衛門督に叙任、以後参議（弘化3年）、権中納言（嘉永4年）、従二位権大納言（安政5年）と昇進した。
第13代将軍・徳川家定の将軍継嗣問題では、南紀派として井伊直弼と提携していた。安政5年（1858年）8月、家定の遺命を理由として新将軍・徳川家茂を擁立し、将軍後見職に就任した。ただし慶頼に実権はなく、一橋派であった実兄・春嶽は明治期に「慶頼は一身の働をなすことあたはず、井伊掃部頭の奴隷と見做して可なり」と回顧している。
文久2年（1862年）5月9日、将軍後見職を解任された。これは、薩摩藩主・島津茂久の実父にして後見人である島津久光が率兵上洛し、かつて一橋派の将軍継嗣候補であった徳川慶喜を将軍後見職に就けて幕政改革を推進するべく勅命を得ようと工作していた動きに対し、将軍・家茂がすでに17歳に達したことからもはや後見は不要であることを示すためのものであり、それまでの功労により正二位に昇進した。しかし、勅使を伴って東下した久光の圧力により慶喜の将軍後見職就任は実現し、春嶽は政事総裁職に任命された。
慶頼は幕府を経由して朝廷に官位の返上を請うも、文久3年（1863年）1月18日、従二位権中納言に降格される処分を受け、同日隠居して長男・寿千代へ家督を譲った。2年後の元治2年（1865年）2月4日、寿千代は6歳で夭折したため家督は慶頼の三男・亀之助が相続した。
慶応4年（1868年）、寛永寺に謹慎した前将軍・慶喜に代わって徳川家をまとめ、静寛院宮と協力して朝廷との折衝に当たり、江戸城無血開城に尽力した。その後も江戸鎮撫取締に任じ、努めて新政府に協力した。
同年閏4月、明治新政府は亀之助に徳川宗家の家督相続を許可し、慶頼は田安家当主を再度務めることになる。5月24日、御三卿の一橋家当主・徳川茂栄らとともに立藩し、諸侯に加えられる（田安藩）。それに伴って、戊辰戦争の際に明治新政府に没収されていた上方の所領の返還を求め、受け入れられた。分散した領地であり、まとまった領地を与えられることを期待していたようである。
明治2年（1869年）3月に版籍奉還を願い、同年12月に認められて田安藩はそのまま廃藩となる。通常なら就任できたであろう知藩事に就任できなかったことは慶頼にとって不満であり、同年8月には知藩事就任の嘆願書を提出している。その後も知藩事就任を訴えたものの認められず、明治3年（1870年）6月、田安藩は完全に解体された。同年から明治4年（1871年）にかけては、北海道十勝の開拓に当たった。
明治9年（1876年）9月21日、東京にて死去した。享年49（満47歳没）。墓所は東叡山寛永寺。

## 系譜
- 父：徳川斉匡（1779年 - 1848年）
- 母：篠崎氏（1794年 - 1858年） - 奥医師篠崎三伯養女、武藤三益女、実名「りを」、唯心院
- 婚約者：暉姫（1826年 - 1840年） - 徳川家慶娘
- 正室：徳川光子（1819年 - 1906年） - 閑院宮孝仁親王三女[1]
- 側室：高井武子（生家は津田氏、津田梅子の母と姉妹）
  - 長女：喜久姫（1856年 - 1865年）
  - 長男：徳川寿千代（1860年 - 1865年） - 田安徳川家第6代当主
  - 次女：紫雲院（1862年）
  - 三男：徳川家達（1863年 - 1940年） - 田安徳川家第7代当主、徳川宗家第16代当主
  - 四男：徳川達孝（1865年 - 1941年） - 田安徳川家第9代当主
  - 五女：春姫（1868年）
  - 五男：興丸（1871年）
- 側室：沢井八重子
  - 次男：隆麿（1862年）
  - 三女：鎮姫（1866年 - 1912年） - 酒井忠篤正室
  - 四女：鏡姫（1867年 - 1868年）
  - 六男：徳川頼倫（1872年 - 1925年） - 紀州徳川家第15代当主